# Profilowanie DNA
Profilowanie DNA – używana w kryminalistyce na całym świecie analiza DNA, wyizolowanego ze śladu materiału biologicznego, prowadząca do uzyskania profilu DNA w postaci elektroforegramu, który jest unikalny dla każdego człowieka i w związku z tym jest używany do identyfikowania osób jako dowód w celach śledczo-sądowych.

## Profil DNA
Profil DNA jest także nazywany profilem genetycznym lub „genetycznym odciskiem palca”. Nazwa „genetyczny odcisk palca” jako myląca z odciskiem palca jest niezalecana.
W profilowaniu DNA profil DNA uzyskany ze śladu lub śladów materiału biologicznego z miejsca przestępstwa (tzw. próbka dowodowa) jest porównywany z profilem DNA podejrzanego lub podejrzanych (tzw. próbki referencyjne), które otrzymane są z krwi lub z wymazu dokonanego po wewnętrznej stronie policzka tych osób. Ponadto zostaje obliczone prawdopodobieństwo, że to właśnie ten podejrzany jest źródłem badanego śladu, a nie kto inny. Początkowo do wykonania analizy potrzebna była odpowiednio duża świeża próbka krwi czy spermy wielkości grosza. Współcześnie, aby otrzymać profil genetyczny wystarczy około 8 komórek ciała, zawierających 50 pikogramów DNA, czyli ślad niewidoczny dla ludzkiego oka, przy czym zalecana początkowa ilość DNA potrzebna do analizy w komercyjnych testach waha się od 500 do 1000 pikogramów, czyli od 100 do 200 komórek. Oznacza to, że teoretycznie można wygenerować profil DNA z pojedynczego odcisku palca tzn. komórek naskórka pozostawionych na powierzchni, która została dotknięta.
Jeżeli dwa profile są ze sobą idealnie zgodne, to mówi się o pełnym dopasowaniu, zaś jeżeli jedynie fragmenty profili są ze sobą zgodne, to mówi się o częściowym dopasowaniu.
Profile DNA osób, które weszły w konflikt z prawem, są przechowywane w bazach danych DNA.

### Podstawy genetyczne
Profilowanie DNA opiera się na fakcie, że DNA jest unikatowy dla każdego człowieka, niezmienny w ciągu całego życia i jest obecny w większości komórek ludzkiego ciała, a jego ślady zostają pozostawione w miejscu obecności danej osoby, co pozwala na wyciągnięcie wniosków, gdzie ktoś się znajdował i z kim wchodził w interakcje.
DNA jest cząsteczką zawierającą informacje genetyczne, z których 99,9% jest wspólne dla wszystkich ludzi i jedynie 0,1% determinuje cechy indywidualne danego człowieka.
Genetycy sądowi nie analizują całego DNA danej osoby w celu ustalenia jej profilu DNA, tylko skupiają się na krótkich, wysokozmiennych regionach powtarzalnego DNA, nazywanych krótkimi powtórzeniami tandemowymi, w skrócie STR (od ang. Short Tandem Repeats). W ludzkim DNA znajdują się różne STR rozproszone pomiędzy kodującymi sekwencjami DNA. Krótkie, powtarzające się sekwencje DNA czyli STR w danych loci (stałych miejscach usytuowanych na nici DNA danego chromosomu) różnią się długością (ilością powtórzeń) pomiędzy różnymi osobami (powód tego polimorfizmu nie został jeszcze wyjaśniony) i w związku z tym mogą być używane jako genetyczne markery do określenia indywidualnego profilu DNA, który będzie wyjątkowo rzadki w populacji niespokrewnionych ze sobą osób.
Przykład:
w tym samym locus (miejscu na nici DNA konkretnego chromosomu) osoba numer 1 będzie miała STR w postaci trzech dwuzasadowych powtórzeń ATATAT, zaś osoba numer 2 będzie miała STR w postaci sześciu dwuzasadowych powtórzeń ATATATATATAT.
Współcześnie analiza DNA w kryminalistyce jest najczęściej przeprowadzana właśnie metodą STR, czyli bazującą na krótkich powtórzeniach tandemowych, pod kątem obecności różnych alleli, występujących w wybranych do analizy polimorficznych loci.
Standardowo analizuje się przynajmniej 16 markerów w genomie i dodatkowo marker płci badanej osoby. Wynik jest przedstawiany w formie sekwencji pików na diagramie, gdzie pozycja każdego z nich odpowiada długości fragmentu STR oraz jest zapisywana w postaci liczby. Każdy locus posiada dwa warianty STR (allele), gdyż od każdego z rodziców dziedziczymy po jednym wariancie danego allelu, co oznacza, że profil DNA będzie przedstawiony w postaci par liczb np. 12/13, 13/15, 9/9, 5/8.
Prawdopodobieństwo przypadkowej zgodności profilu DNA danej osoby z profilem DNA innej osoby będzie względnie wysokie, gdy pod uwagę zostanie wzięty jeden locus i wynosi wtedy pomiędzy 1 na 20 a 1 na 100 osób. Prawdopodobieństwo, że dwie osoby będą miały idealnie zgodne profile DNA znacząco spadnie, gdy analizie zostanie poddanych więcej loci np. 13, 16, 20.
W Europie policja standardowo analizuje markery STR dla 16 lub więcej loci, aby prawdopodobieństwo, że dwa pełne profile będą przypadkowo zgodne było
minimalne, w zakresie 1 na 10 do potęgi 16. Obecnie standardem w krajach europejskich stało się analizowanie 20 markerów.
Profile DNA wygenerowane metodą STR są przedstawiane graficznie jako wykresy, będące wizualizacją przynajmniej 16 par pików/liczb odpowiadających przeanalizowanym markerom. Do profilu DNA dołączany jest także dowód statystyczny, który podaje matematycznie obliczoną wg wzorów możliwość wystąpienia przypadkowej zgodności pomiędzy oznaczonym profilem konkretnej osoby a profilem przypadkowo wybranej niespokrewnionej osoby w tej samej danej populacji.

Profil DNA materiału z miejsca przestępstwa i profile DNA 4 podejrzanych

### Źródła DNA

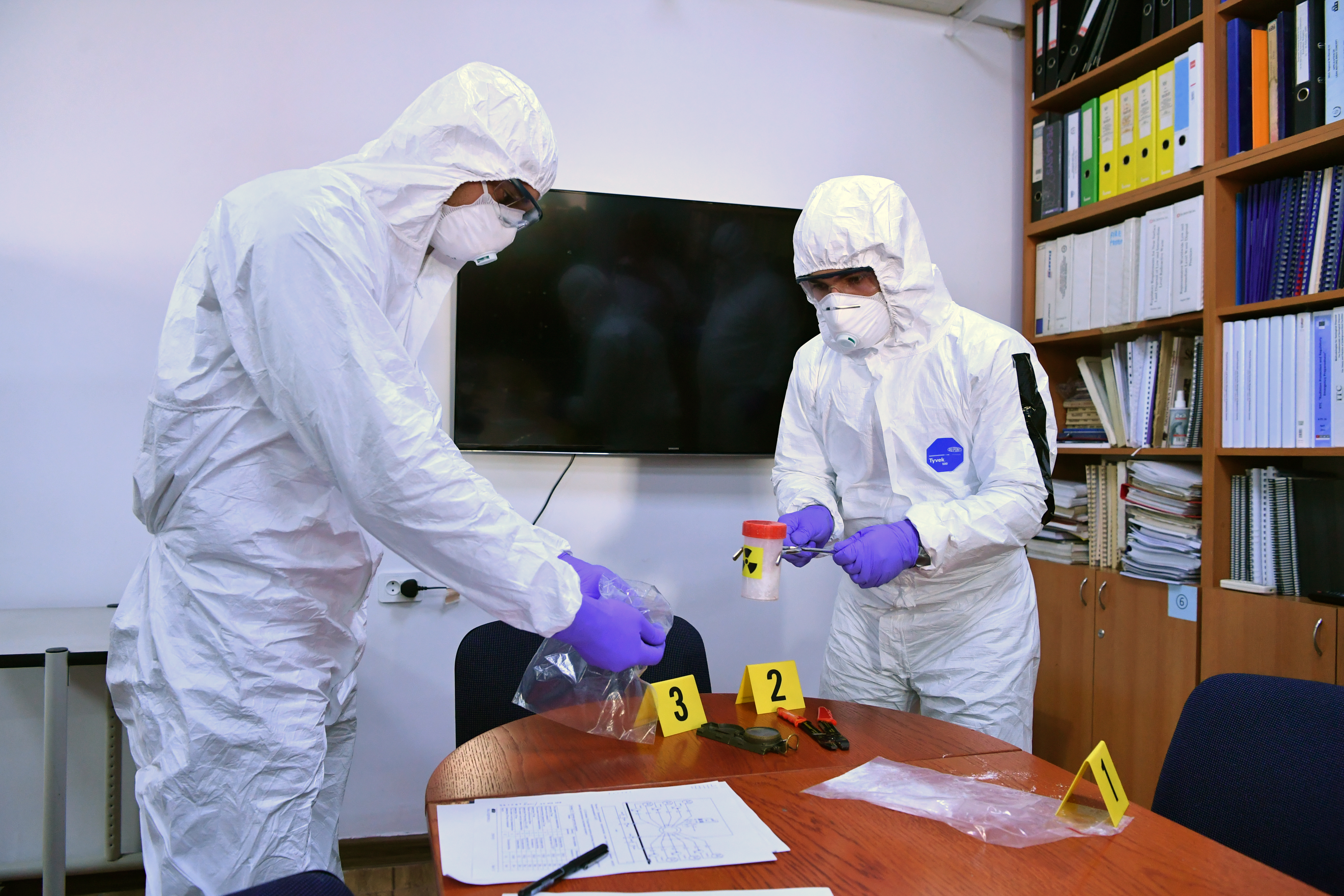
Zbieranie materiału dowodowego w miejscu zdarzenia

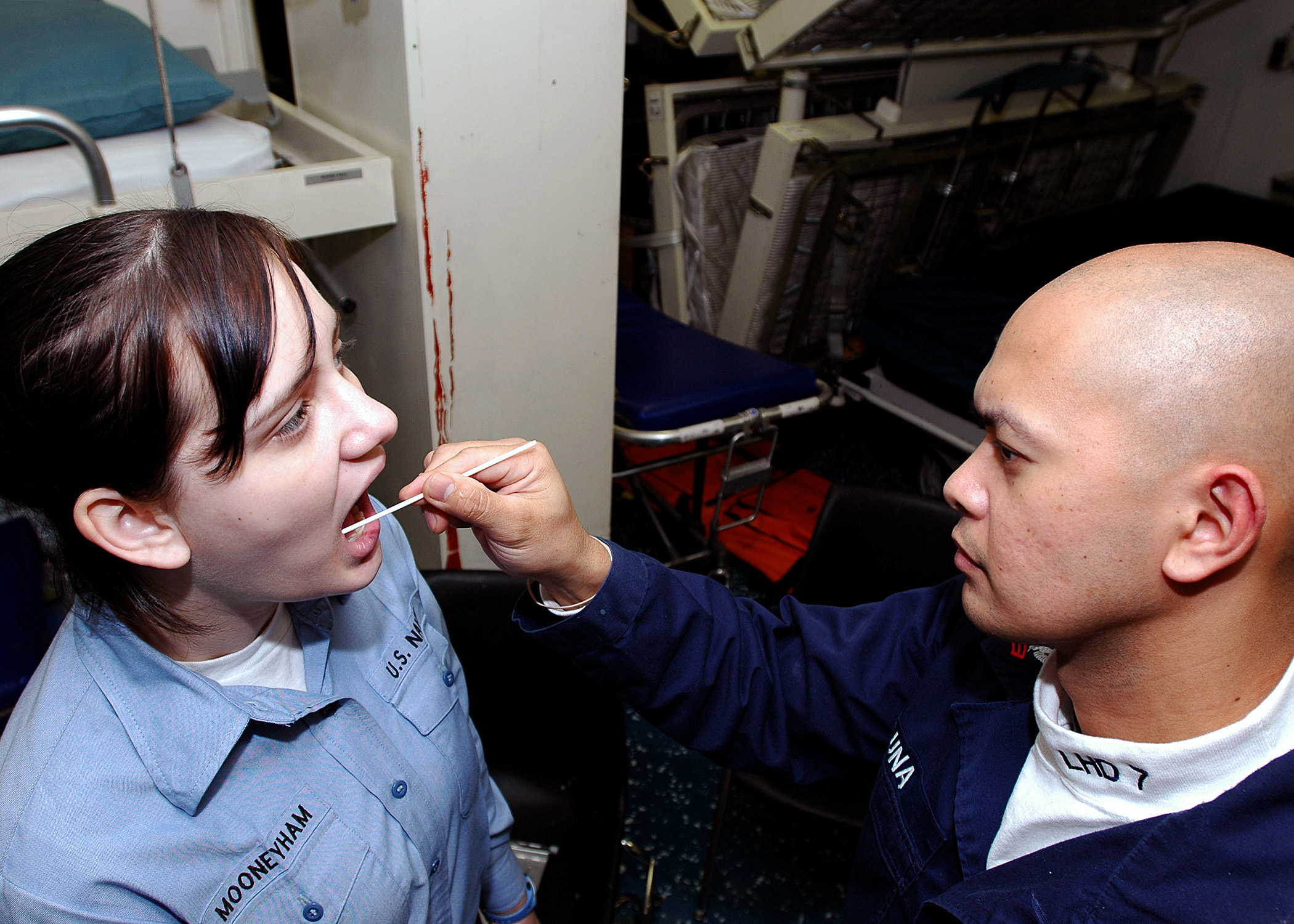
Pobieranie materiału biologicznego na pałeczkę wymazową

Źródłami DNA, z których łatwo uzyskać profil genetyczny są: ślina, krew, sperma, włosy wraz z cebulkami. Więcej trudności nastręczają włosy bez cebulek oraz ślady DNA pozostawione na powierzchniach w postaci nielicznych komórek naskórka. Innymi źródłami DNA są: szpik kostny i miazga zębowa. Oznaczenia profili genetycznych najprościej wykonuje się z płynnej pełnej krwi.
DNA ulega łatwemu przenoszeniu. Poprzez kropelki śliny uwolnione podczas mówienia i kichania czy komórki skóry w kurzu domowym lub pozostawione na dotkniętych powierzchniach, małe ilości DNA mogą dostać się na innych ludzi, miejsca i przedmioty. Ślad DNA znaleziony w konkretnym miejscu może oznaczać, że dana osoba była w tym miejscu, ale także, że jedynie dotknęła przedmiotu, który później został przeniesiony przez kogoś innego do tego pomieszczenia lub miała kontakt z kimś, kto niedługo później dotknął czegoś w tym pomieszczeniu nieumyślnie przenosząc obce DNA, które pozostało na dłoniach, np. po uścisku ręki.
Ślady DNA rzadko pozostawiane są w miejscach wolnych od śladów DNA innych osób. Ślad z miejsca przestępstwa zawierający DNA od dwóch lub więcej osób określany jest jako mieszanina DNA. Potencjalnie wszystkie próbki DNA pobrane na miejscu zdarzenia mogą być mieszaninami DNA.
Jeżeli ilość DNA ze śladu jest wystarczająca, to zostaje oznaczony pełny profil DNA dla co najmniej 16 loci. W przypadku niewielkiej ilości DNA lub DNA silnie zniszczonego niektóre markery mogą być niemożliwe do oznaczenia, w takim przypadku można jedynie otrzymać częściowy profil DNA. Częściowy profil DNA utrudnia rozróżnienie poszczególnych osób. Wzrasta również ryzyko uzyskania zgodności z profilem DNA niezwiązanym z daną sprawą.
Materiał biologiczny do profilowania DNA pobiera się na pałeczkę wymazową.

### DNA w kryminalistyce
Czynniki środowiskowe, jak temperatura, światło, wilgoć lub woda, oraz działanie bakterii, upływ czasu wpływają szkodliwie na nici DNA zawarte w komórkach ciała – następuje proces degradacji. W zależności od intensywności i kombinacji ww. czynników DNA może przetrwać w ilości pozwalającej na wykonanie badania tygodnie lub miesiące. DNA najlepiej przeżywa w formie zasuszonej. Materiał dowodowy zawierający DNA jest przechowywany w suchych, chłodnych, zadaszonych pomieszczeniach. W powyższych warunkach DNA w próbce może przetrwać wiele lat, a nawet dziesięcioleci.
Powszechnymi materiałami dowodowymi, potencjalnie będącymi źródłem DNA, mogą być np. rękojeść noża, czapka, okulary, ręcznik, bielizna, szczoteczka do zębów, niedopałki papierosów, koperta i znaczek, taśma, butelka, szklanka, zużyta prezerwatywa, pościel, miejsce ugryzienia, paznokcie lub ich fragment oraz materia pod paznokciami, która może zawierać krew, pot, komórki skóry.
Odseparowanie plamy z krwi jako źródła DNA do badania laboratoryjnego może być stosunkowo łatwe, np. z powierzchni szklanej, metalowej, twardego plastiku czy lekkiej odzieży, ale może też wymagać zastosowania specjalnych procedur, jak np. w przypadku odzieży dżinsowej, winylu, dywanu, siedzenia samochodowego czy innych ściśle tkanych i mocno ufarbowanych materiałów. Trudności nastręcza także oddzielenie krwi od powierzchni porowatych, np. betonu. Bardzo trudnym materiałem do wyekstrahowania krwi jest ziemia.

### Zastosowanie
Profilowanie DNA może pomóc skazać winnych popełnienia przestępstwa lub uniewinnić niesłusznie oskarżonych czy niewinnie skazanych, przez porównanie profilu DNA z miejsca przestępstwa z profilami DNA podejrzanych osób.
Profilowanie DNA jest także wykorzystywane do identyfikacji osób zaginionych i zwłok oraz do ponownego rozpatrywania przestępstw, których nie udało się wyjaśnić, popełnionych w czasach kiedy profilowanie DNA jeszcze nie istniało lub było dopiero w początkowej fazie rozwoju, w tym celu najnowszymi technikami profilowana zostaje przebadany materiał biologiczny z miejsca przestępstwa, zachowany w archiwach policyjnych, pod kątem ustalenia sprawcy.

## Ustalanie profilu genetycznego

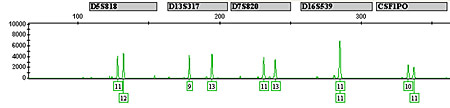
Przykład elektroferogramu po wykonaniu badania DNA metodą STR

Profil DNA może zostać oznaczony przy użyciu różnych metod. Wybór metody zależy m.in. od ilości i jakości materiału biologicznego.
Ustalanie profilu genetycznego metodą STR obejmuje następujące czynności w przedstawionej poniżej kolejności:
- znalezienie śladu materiału biologicznego (krwi, śliny, spermy, włosów, fragmentów tkanek np. kości itd.) na miejscu przestępstwa lub ciele ofiary,
- pobranie na miejscu zdarzenia i opisanie próbki oraz przekazanie do laboratorium kryminalistycznego,
- wyizolowanie DNA z próbki oraz jego oczyszczenie (manualne lub za pomocą gotowych komercyjnych zestawów),
- replikacja DNA za pomocą reakcji PCR (szczególnie ważny etap, gdy znaleziono mało materiału biologicznego) odbywa się w urządzeniu zwartym termocyklerem, zwykle przeprowadzanych jest 28 cykli, przy czym każdy cykl prowadzi do podwojenia wstępnej ilości pożądanych fragmentów DNA (STRs wybranych loci); replikacji ulegają jedynie odcinki DNA otoczone właściwymi primerami, które są oznaczone barwnikami fluorescencyjnymi umożliwiającymi rozróżnienie (świecenie w świetle lasera) powstałych produktów reakcji PCR odpowiadających replikowanym STR,
- elektroforeza, czyli rozdział makrocząsteczek DNA w polu elektrycznym, na podstawie ich wielkości, oparty na fakcie, że wszystkie cząsteczki kwasów nukleinowych posiadają ujemny ładunek,
- otrzymanie unikalnego wzoru prążków po komputerowym przetworzeniu danych, tzw. elektroferogramu, czyli profilu DNA,
- dokonanie obliczeń statystycznych w celu określenie stopnia prawdopodobieństwa wystąpienia przypadkowej zgodności profili genetycznych u osób niespokrewnionych, przy czym prawdopodobieństwo otrzymania takiej zgodności spada wraz z liczbą analizowanych markerów,
- porównanie profili genetycznych: profilu DNA z miejsca przestępstwa z profilem DNA podejrzanego/podejrzanych (otrzymanych w ten sam sposób np. z próbki krwi lub z wymazu z wewnętrznej strony policzka, pobranych od podejrzanego/podejrzanych) i wyciągnięcie wniosków.

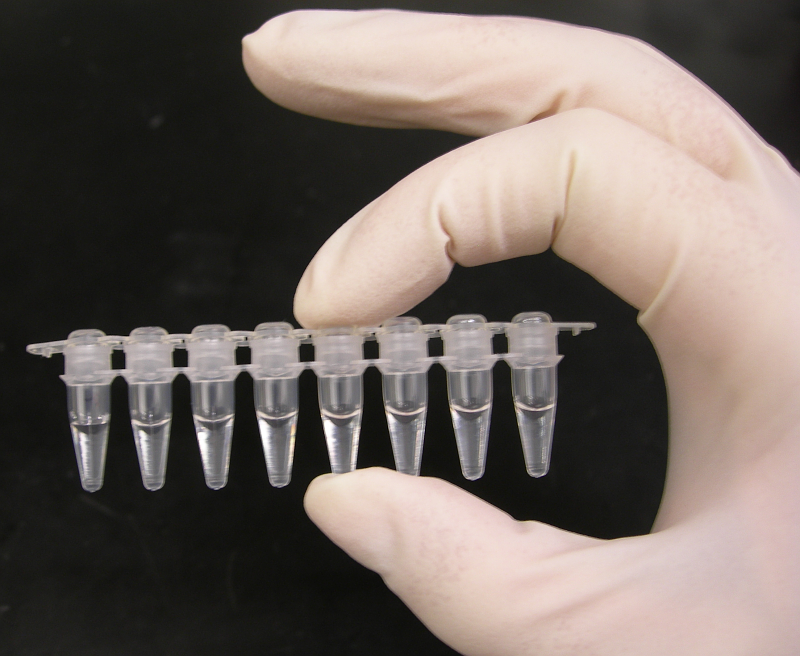
Probówki Eppendorfa

Podczas profilowania DNA proces wyizolowania materiału genetycznego z próbki, proces oczyszczania i następnie kopiowania techniką PCR są przeprowadzane w bardzo małych plastikowych probówkach z przyłączoną przykrywką do szczelnego zamknięcia, które są nazywane probówkami Eppendorfa. Do probówek Eppendorfa można zarówno dodawać, jak i ujmować składniki, używając do tego celu precyzyjnej automatycznej pipety do odmierzania niezwykle małych objętości płynu rzędu jednego lub kilku mikrolitrów. Pipety tego typu mają na końcu jednorazową plastikową końcówkę do jednorazowego użycia celem uniknięcia kontaminacji, tzn. po każdym użyciu plastikowa końcówka jest zdejmowana, wyrzucana i zastępowana nową, czystą, nieużywaną. Objętość przeprowadzanych reakcji wynosi zazwyczaj 10 do 20 mikrolitrów. Podczas przeprowadzania tych operacji (ekstrakcji, puryfikacji, replikacji) nie można zaobserwować, czy roztwór rzeczywiście zawiera DNA, ani czy reakcje przebiegają prawidłowo. Najczęściej dopiero w samej końcowej fazie procesu można zorientować się, czy procesy przebiegały właściwie.

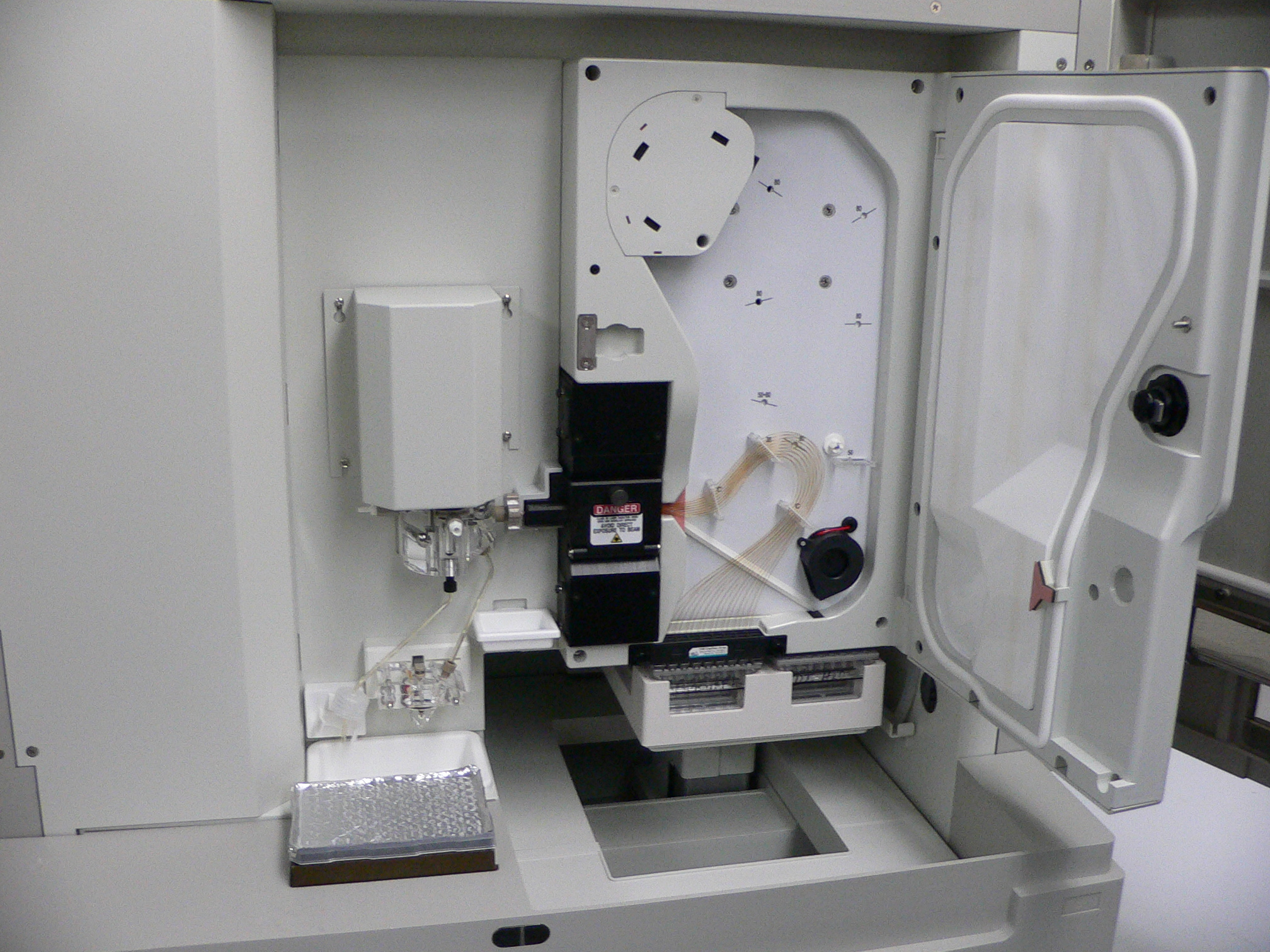
Urządzenie do kapilarnej elekrtoforezy

Współcześnie w laboratoriach kryminalistycznych do przeprowadzenia kapilarnej elektroforezy, czyli elektroforezy o wysokim potencjale rozdzielczym, krótkim czasie analizy od kilku do kilkunastu minut oraz bardzo niewielkim zużyciu próbki, używa się specjalnego aparatu, analizatora genetycznego, np. ABI 310 Genetic Analyzer. Zasada działania polega na tym, że DNA jako mocno negatywnie naładowane molekuły będą, po przyłożeniu napięcia, migrować po półokrągłej linii kapilary (bardzo cienka pusta rurka z matriksem) od minusa do plusa (od początkowej elektrody negatywnej do końcowej elektrody pozytywnej), przy czym małe fragmenty DNA będą poruszały się najszybciej, średnie znacznie wolniej, a te największe bardzo powoli, w ten sposób dojdzie do ich rozdziału pod kątem masy cząsteczkowej. W efekcie końcowym wszystkie rozdzielone fragmenty DNA przejdą przez detektor umieszczony na końcu kapilary przy elektrodzie dodatniej, zaopatrzony w kamerę CCD i źródło światła laserowego, w którym fragmenty DNA świecą. Cały proces trwa około 30 minut. Wszystkie otrzymane informacje zostają zapisane w komputerze genetycznego analizatora, a program komputerowy przetwarza otrzymane informacje o fragmentach DNA (piki na wykresie) na profil genetyczny w postaci elekroferogramu, wykresu fluoryzujących fragmentów (ang. Relative Fluorescent Units czyli RFU) na linii pionowej, w zależności od upływu czasu w sekundach na linii poziomej.

## Metody profilowania DNA
Podczas analizy DNA dąży się do zminimalizowania ryzyka błędów. Stosowane metody muszą podlegać walidacji. Używany sprzęt jest skalibrowany. Przestrzegane są procedury pozwalające na unikniecie kontaminacji. Badanie przeprowadzane jest przez kompetentny personel.
Przed przystąpieniem do przeprowadzenia (kosztownej) analizy DNA w wątpliwych przypadkach przeprowadza się rutynowe testy na potwierdzenie, czy dana plama jest rzeczywiście z krwi, nasienia lub śliny, oraz czy jest pochodzenia ludzkiego.
Po pobraniu materiału biologicznego należy wyizolować z niego DNA. Stopień trudności izolacji DNA z różnych tkanek ciała jest mocno zróżnicowany. DNA może być wykryty i zbadany za pomocą różnych metod w zależności od typu i ilości dostępnego DNA oraz pytań, na które szuka się odpowiedzi.
Współcześnie stosowane metody profilowania DNA są niezwykle czułe i specyficzne, do określenia profilu DNA danej osoby wystarczy pikogramowa ilość jej DNA, jednak profil DNA nie udziela informacji na temat ram czasowych, kiedy DNA znalazło się na miejscu przestępstwa, ani nie udziela odpowiedzi na pytanie, w jaki sposób DNA danej osoby znalazło się na miejscu przestępstwa.
Dwiema najbardziej powszechnie stosowanymi metodami są:
- profilowanie STR polegające na analizie jądrowego DNA zawartego w chromosomach w komórkach, i
- profilowanie oparte na analizie małych kolistych cząsteczek DNA zawartych w mitochondriach (mitochondrialny DNA dostarcza mniej informacji służących do identyfikacji osobniczej, ale jego analiza może być wystarczająca do wykluczenia z grona podejrzanych; może być też przydatny w sprawach identyfikacji spalonych lub mocno zdegradowanych szczątków ludzkich; mitochondrialny DNA, czyli mtDNA, jest dziedziczony przez wszystkie dzieci od matki, a więc wszyscy krewni w linii matczynej rodziny będą najczęściej posiadali ten sam profil mtDNA).

W ograniczonym stopniu jest stosowana analiza SNP, która została wprowadzona w 2003 roku i dotyczy detekcji bardzo niewielkich zmian w DNA w komórkach autosomalnych, nazywanych polimorfizmami pojedynczego nukleotydu (ang. single nucleotide polymorphisms). Markery SNP są mniejsze i bardziej liczne w każdej komórce niż markery typu STR. W związku z tym analiza SNP może być użyteczna w przypadku silnej degradacji DNA, np. w starym materiale kostnym.

### Profilowanie STR

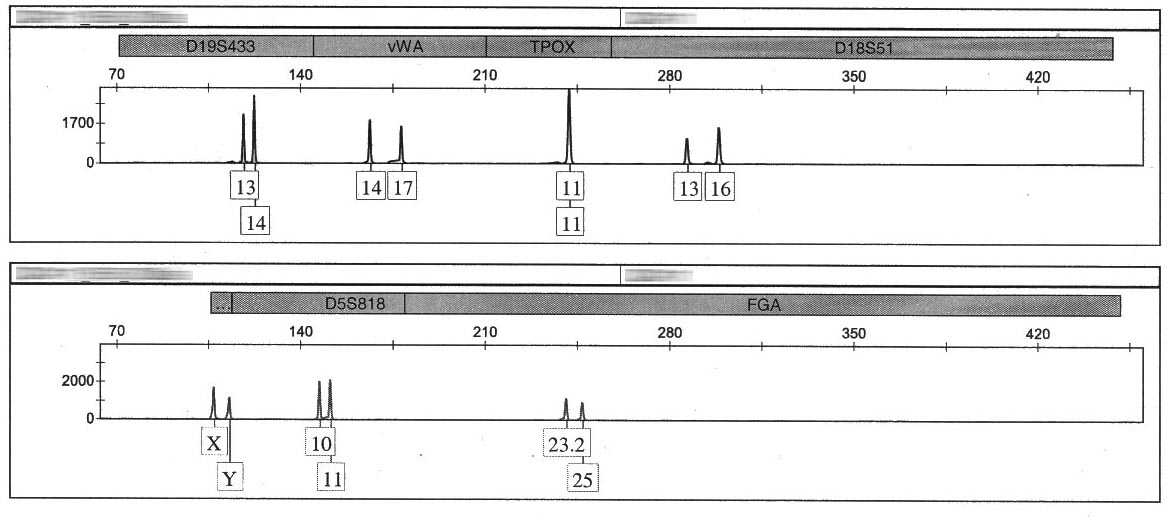
Przykład profilu DNA wykonanego metodą STR; na osi X zaznaczono długość fragmentów STR, zaś na osi Y intensywność sygnału

Profilowanie metodą STR wykorzystuje fakt, że ludzie różnią się między sobą długością poszczególnych STR(s) w tym samym miejscu locus, czyli krótkich powtórzeń tandemowych (skrót od nazwy angielskiej Short Tandem Repeats), będących powtarzającymi się fragmentami DNA występującymi w całym genomie we wszystkich chromosomach na stałych pozycjach i posiadającymi dwa allele (różne, różniące się długością, odziedziczone jeden po ojcu i drugi inny po matce lub takie same o identycznej długości, gdy od ojca i matki zostanie odziedziczony ten sam allel. Cecha ta jest tak charakterystyczna, że poszczególni ludzie mogą zostać na tej podstawie odróżnieni od siebie. Większość STRs (ang. liczba mnoga od STR) występuje w regionach niekodujących DNA, a ich gęstość rozmieszczenia w chromosomach jest nierównomierna. U ludzi najwięcej STRs zawiera chromosom 19. Przeciętnie jeden STR pojawia się na 2000 par zasad w genomie.
STR locus jest zapisywany symbolicznie za pomocą liter i liczb, np. D13S317. Poszczególne elementy nazwy oznaczają: D(NA), 13 (chromosom numer 13, w którym znajduje się locus tego STR), S(TR) i 317 to unikalny identyfikator. Została już zidentyfikowana bardzo duża liczba STR w ludzkim genomie.
Krótkie powtórzenia tandemowe, złożone z 3 lub 4 par zasad są wysoce polimorficzne. Oznaczenie kilkunastu z nich minimalizuje możliwość wystąpienia dopasowania/zgodności (ang. match, matching) pomiędzy osobami niespokrewnionymi.
W reakcji PCR wybrane krótkie powtórzenia tandemowe zostają zreplikowane przy użyciu oznaczonych barwnikami primerów, w wyniku czego powstają produkty PCR o takiej samej długości jak STRs i odpowiednim kolorze.
Porównanie wielkości produktów reakcji PCR dwóch próbek pozwala na stwierdzić, czy badane próbki materiału biologicznego (tkanki, ślina, komórki naskórka) pochodzą od jednej i tej samej osoby lub od dwóch różnych osób.
W analizie STR, STRs nazywane są markerami STR lub krótko markerami. Wykorzystywane markery są autosomalne. Analiza STR stała się standardem w kryminalistycznym profilowaniu DNA i jest najczęściej wykorzystywana na całym świecie.

## Wady i niebezpieczeństwa
Profilowanie DNA nie stanowi samodzielnego narzędzia do rozwiązywania przestępstw i nie powinno być wykorzystywane jako jedyny dowód w sprawie kryminalnej, ani nie powinno uzyskiwać większej wagi od pozostałych dowodów. Wykrycie śladu DNA danej osoby na miejscu zdarzenia nie oznacza natychmiast winy podejrzanego. Ślad DNA musi być analizowany w połączeniu z innymi dowodami.
Ograniczenia badania DNA do celów śledczo-sądowych obejmują następujące sytuacje:
- ślad DNA pozostał nieodnaleziony,
- ślad DNA został przeoczony,
- ślad DNA był dostępny w tak minimalnej ilości, że interpretacja wyników jego analizy jest trudna,
- ślad DNA był bardzo złej jakości[13]
- ślad był mieszaniną DNA dwóch lub więcej osób (sam test może nie dać odpowiedzi, ile różnych DNA zawiera badany ślad, ani tym bardziej wskazać czasu czy powodu znalezienia się w badanej próbce)[13],
- popełnienie błędów podczas analizy,
- przypadkowe zanieczyszczenie próbki badanego materiału w laboratorium (kontaminacja),
- stronnicze podejście do analizowania otrzymanych wyników,
- błędne zinterpretowanie otrzymanych wyników,
- wyolbrzymienie znaczenia dowodu z badania[1],
- przecenienie możliwości programów probabilistycznych[13].

Pobranie wymazów na miejscu przestępstwa, jedynie przy hipotetycznej możliwości naniesienia śladu przez sprawcę zdarzenia, oraz poszukiwanie DNA nawet wtedy, gdy nie ma widocznych śladów biologicznych, może prowadzić do odkrycia istotnych dowodów w prowadzonym śledztwie, ale może też wykryć ślad DNA, który nie ma jakiegokolwiek związku ze śledztwem i wprowadzić organy ścigania w błąd.
Współcześnie po 30 latach doświadczeń z testami DNA problemy z otrzymanymi wynikami mogą wynikać ze zbyt małej wielkości próbki do analizy lub próbki będącej mieszaniną DNA dwóch lub więcej osób. Pojawia się wtedy konieczność podjęcia przez analityków decyzji w przypadku niejasności i dwuznaczności wyników.
W Stanach Zjednoczonych laboratoria kryminalistyczne, wykonujące testy DNA dla instytucji rządowych, muszą spełniać standardy zalecane przez DNA Advisory Board Quality Assurance Standards, w tym standard 14, czyli zgłaszać i notować, gdy otrzymane wyniki były błędne/nieoczekiwane oraz przeanalizować, gdzie tkwił problem, aby uniknąć takiego samego błędu w przyszłości. Przykłady odnotowanych i potencjalnych błędów ludzkich podczas przeprowadzania profilowania DNA:
- kontaminacja krzyżowa próbki referencyjnej (zanieczyszczenie DNA podejrzanego małą ilością DNA innej osoby),
- możliwość kontaminacji próbki dowodowej (!) próbką DNA podejrzanego,
- kontaminacja odczynników i aparatu przez DNA (nie powinny zawierać DNA),
- pomylenie probówek badanej i kontrolnej (nie może zawierać DNA) ze względu na niewłaściwe oznaczenie lub niesprawdzenie oznaczenia przed przystąpieniem do analizy czy włożeniem do aparatu,
- zanieczyszczenie próbki dowodowej własnym DNA analityka,
- pomieszanie DNA z dwóch próbek (podczas pracy analityk musi być skoncentrowany, np. nie może odbierać telefonu czy gadać),
- błędnie napisanie nazwiska na etykiecie,
- sprawdzanie wyłącznie numeru próbki i nie zwracanie uwagi na imię i nazwisko,
- pomylenie DNA z dwóch różnych spraw (analiza w tym samym laboratorium, przez tę samą osobę w odstępie kilku dni),
- stopień degradacji DNA w próbce kontrolnej zawierającej DNA,
- pozytywne rezultaty w tzw. negatywnych próbkach kontrolnych czyli nie mogących zawierać DNA,
- kontaminacja pomiędzy próbkami dowodowymi różnych spraw śledczych wykonywanych w tym samym laboratorium, lecz w różnych przedziałach czasowych (przypadek śledztwa w sprawie Jaidyn Leskie),
- kontaminacja pomiędzy próbkami jednego śledztwa.

Inne problemy związane z profilowaniem DNA obejmują m.in. następujące sytuacje
- ocenę wyniku testu DNA w raporcie, gdy profil jest podobny, ale nie można stanowczo potwierdzić ani wykluczyć zgodności profili DNA podejrzanego i z miejsca przestępstwa,
- otrzymanie częściowego/niekompletnego profilu DNA,
- przeprowadzanie testu i wydawanie orzeczenia w przypadku mieszanin DNA,
- niskie wartości analizy statystycznej tj. 1 na 50, 1 na 500 czy 1 na 10 000,
- ocenę sposobu pobrania, obchodzenia się i przechowywania śladu materiału biologicznego pod kątem uniknięcia kontaminacji i degradacji,
- stopień biegłości pracowników laboratorium i referencje laboratorium,
- możliwość udostępnienia wglądu w program komputerowy sterujący aparatem do elektroforezy,
- ilość pomyłkowych zdarzeń w danym laboratorium.

Próbki z materiałem dowodowym powinny być interpretowane przez analityka tylko i wyłącznie na podstawie otrzymanych wyników testów DNA (profili DNA) bez uprzedniej znajomości kontekstu sprawy karnej czy historii konfliktów z prawem domniemanych podejrzanych, aby w interpretowaniu wyników nie dopasowywać „na siłę” do siebie profilu próbki z miejsca zdarzenia do profilu podejrzanego lub podejrzanych. Aby uniknąć sugerowania się innymi danymi, profil DNA z miejsca zdarzenia (inaczej profil DNA próbki dowodowej) powinien zostać zinterpretowany przez analityka najpierw, czyli bez znajomości profili DNA osoby czy osób podejrzanych i bez znajomości profilu DNA ofiary danego przestępstwa. Chodzi o ustalenie alleli, które na pewno są obecne i tych, które na pewno nie są obecne w próbce dowodowej i zanotowanie tych wyników. Dopiero następnie należy porównać profil DNA z miejsca przestępstwa z profilami podejrzanych i ofiary, aby podjąć decyzję, które profile DNA znajdują się w próbce dowodowej, a które można wykluczyć.

### Interpretacja wyników

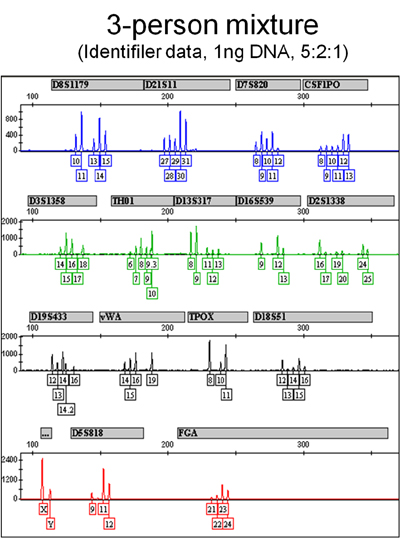
STR elektroferogram dla mieszaniny DNA trzech osób

Chociaż dowód z profilowania DNA jest uważany za niepodważalny, to jednak podczas interpretacji wyniku otrzymanego profilu DNA próbki dowodowej mogą pojawić się problemy np. w przypadku, gdy badana próbka jest mieszaniną DNA dwóch lub więcej osób, DNA w próbce uległo częściowej degradacji, reakcja PCR została zakłócona przez inhibitory, na wykresie pojawiły się dodatkowe małe piki, znaczące różnice w wysokości pików w heterozygotycznym loci czy też techniczne artefakty w postaci pojedynczych cienkich pików.
W przypadku mieszaniny DNA dwóch lub więcej osób w badanej próbce dowodowej z miejsca przestępstwa (np. zawierającej mieszaninę DNA ofiary i sprawcy) w przynajmniej w jednym z badanych loci pojawią się trzy allele lub więcej alleli, które można zinterpretować na różne sposoby.
W analizie kryminalistycznej powszechnie pojawia się konieczność przeprowadzenia analizy DNA próbki będącej mieszaniną DNA różnych osób. Stwierdzenie, od ilu osób DNA znalazło się w mieszaninie oraz ich zidentyfikowanie, a także kogo z krewnych i niespokrewnionych osób można wykluczyć, jest na obecnym poziomie wiedzy o profilowaniu DNA trudne. W przypadku eksperymentalnej mieszaniny DNA trzech różnych osób, na elektroforegramie mogą pojawić się w danym badanym locus 3, 4, 5 lub 6 alleli. W związku z tym policzenie maksymalnej liczby alleli w badanych loci nie daje prawidłowej odpowiedzi na pytanie, od ilu osób DNA znalazło się w próbce dowodowej. Również mieszanina wyglądająca na elektroforegramie na mieszaninę pochodzącą od dwóch osób, może być w rzeczywistości mieszaniną DNA od trzech osób. W badaniu eksperymentalnym dotyczyło to 3,4% przypadków, w których obserwowano maksymalnie 4 allele w badanych 13 loci eksperymentalnej mieszaniny DNA od trzech osób. Podobnie mieszanina DNA od czterech osób może fałszywie prezentować się na elektroforegramie jako mieszanina DNA pochodząca od tylko trzech osób. W podsumowaniu analizy DNA mieszaniny można więc podać jedynie liczbę osób, które co najmniej (przynajmniej) wniosły swoje DNA do mieszaniny, czyli podać minimalną liczbę kontrybutorów, ale nie konkretną liczbę kontrybutorów DNA.
W profilu DNA otrzymanym z próbki częściowo zdegradowanej, który charakteryzuje się stopniowym spadkiem wysokości pików na wykresie korelującym ze wzrostem wielkości analizowanych cząstek DNA (duże fragmenty DNA są bardziej podatne na degradację niż krótsze), może nie pojawić się obraz dla któregoś z badanych alleli oraz może zdarzyć się, że nie można wykorzystać informacji dotyczącej wysokości piku, gdyż jest on zbyt niski. W takiej sytuacji otrzymana informacja będzie niekompletna.
Zaburzenia replikacji wybranego fragmentu DNA podczas reakcji PCR prowadzą do pojawienia się małych pików tuż przed lub tuż za właściwym pikiem i są obecne w prawie każdym elektroferegramie. Wystąpienie takich małych pików tłumaczy się przyłączeniem polimerazy w niewłaściwym miejscu kopiowanego fragmentu DNA, zwykle zmienionym o 4 pary zasad w przód lub w tył, co skutkuje pojawieniem się niewielkiej ilości kopii fragmentów DNA, które są o jedno powtórzenie dłuższe lub o jedno powtórzenie krótsze względem kopiowanego fragmentu DNA.
Na wykresie może pojawić się różnica w wysokości pików w danym loci. Jeżeli różnica w wysokości pików w heterozygotycznym loci (dwa różne allele) jest większa niż 30% to przyjmuje się, że taka nierówność pików wskazuje na analizowanie mieszaniny DNA, albowiem w przypadku analizy DNA jednej osoby przyjmuje się, że wysokość pików w danym loci powinna być mniej więcej taka sama.
Za inne zakłócenia na wykresie będące drobnymi pikami wzdłuż całej linii podstawowej (tzw. szum) oraz szerokie a niskie piki, które utrudniają interpretację wyniku mogą odpowiadać kropelki barwnika, pęcherzyki powietrza, kryształki mocznika i inne zanieczyszczenia obecne w badanej próbce. Szerokie i niewysokie piki mogą zarówno maskować prawdziwy allel lub być wzięte za prawdziwy allel podczas interpretowania elektroforegramu.
W prawidłowo przebiegającej analizie DNA na grafice surowych danych z analizatora genetycznego DNA po wstępnym szerokim i wydłużonym paśmie powinna znaleźć się ciągła linia podstawowa z pikami, pomiędzy którymi są odstępy, a nie linia nierówna z zachodzącymi na siebie pikami, pomiędzy którymi brakuje odstępów.

## Siła dowodu
Szansa wystąpienia dwóch identycznych profili DNA u dwóch niespokrewnionych osób w danej populacji (standardowo w Stanach Zjednoczonych obliczane dla białej, afroamerykańskiej i latynoskiej populacji jest ekstremalnie niska, jeżeli profil wyznaczono dla 16 lub więcej markerów genetycznych oraz markera płci. Niestety próbka DNA z miejsca zdarzenia rzadko jest idealna i nie zawsze udaje się oznaczyć wszystkie markery (informacja jest niekompletna). Próbka może też być mieszaniną DNA kilku osób zarówno niespokrewnionych, jak i spokrewnionych ze sobą. Im mniejsza jest liczba oznaczonych markerów w profilu genetycznym, tym większe jest ryzyko wystąpienia fałszywego dopasowania.
Analiza statystyczna pozwala na oszacowanie siły dowodu z badania śladu biologicznego i jest szczególnie przydatna, gdy profil DNA śladu jest niepełny (profil częściowy) tzn. brakuje w nim kilku markerów identyfikacyjnych.
Analizę statystyczną można przeprowadzić na dwa sposoby:
- (A) obliczyć prawdopodobieństwo zgodności, które odpowiada na pytanie jak rzadki jest dany profil DNA w populacji wylosowanych niespokrewnionych osób;
- (B) obliczyć iloraz wiarygodności, który porównuje, jakie jest prawdopodobieństwo uzyskania dowodu w przypadku hipotezy formułowanej przez prokuratora, a jakie jest w przypadku hipotezy formułowanej przez obrońcę, czyli jakie jest prawdopodobieństwo zgodności profili DNA przy założeniu, że krew pochodzi od podejrzanego (hipoteza prokuratora), a jakie jest prawdopodobieństwo zgodności profili DNA przy założeniu, że krew pochodzi od innej osoby (hipoteza obrońcy).

Iloraz wiarygodności otrzymuje się przez podzielenie (A) przez (B). Współczynnik większy od 1 oznacza, że większe wsparcie uzyskuje hipoteza prokuratora. Współczynnik mniejszy od 1 oznacza, że większe wsparcie uzyskuje hipoteza obrońcy. Współczynnik równy 1 oznacza, że wyniki profilowania DNA nie wspierają żadnej z hipotez. O silnym wsparciu dla hipotezy prokuratora można mówić od współczynnika 1000 – 10 000.
W związku z powyższym dowód z badania DNA może być określany w skali od bardzo silnego do bardzo słabego.
Do wykonania złożonych statystycznych obliczeń siły dowodu z badania genetycznego używane jest specjalistyczne oprogramowanie komputerowe. Na świecie w użyciu jest wiele tego typu programów komputerowych, korzystających z nieco odmiennych koncepcji matematycznych i założeń odnośnie analizowanych danych. W rezultacie różne programy komputerowe mogą dawać nieco odmienne wyniki ilorazu wiarygodności.

### Prawdopodobieństwo zgodności
Prawdopodobieństwo zgodności pojedynczego profilu DNA oblicza się według następujących dwóch wzorów:
- dla wszystkich locus o dwóch różnych allelach (heterozygota) 2*p*q, gdzie p jest częstością występowania jednego allelu w danej populacji, a q jest częstotliwością występowania drugiego allelu w tej samej danej populacji, w danym locus;
- dla locus o jednym i tym samym allelu (homozygota) p², czyli częstotliwość występowania tego allelu w danej populacji w tym locus podniesiona do kwadratu[6].

Następnie należy pomnożyć przez siebie otrzymane wartości dla wszystkich loci. Frekwencje występowania alleli w danych loci zostały empirycznie obliczone przez FBI w późnych latach 80. XX wieku na próbkach krwi pobranych od 200 rekrutów, dla których wyznaczono profile DNA. Przykładowo w locus nazwanym D8 allel 12 występował u 14,5% rekrutów, allel 13 u 33,9%, zaś allel 17 jedynie u 0,25%.
Z powyższych obliczeń wynika, że ryzyko wystąpienia dwóch takich samych profili DNA u dwóch niespokrewnionych ze sobą osób w danej populacji jest niezwykle rzadkie, gdy pod uwagę zostanie wziętych już 13 loci.

## Bazy danych profili DNA
Większość krajów europejskich posiada własne narodowe bazy danych profili DNA. Pobranie materiału genetycznego od określonej osoby, wykonywanie profilu DNA i następnie umieszczenie jej profilu DNA w bazie danych DNA jest regulowane prawnie. W bazie danych profili DNA mogą być również gromadzone profile
DNA oznaczone ze śladów pobranych na miejscu zdarzenia kryminalnego w sytuacji, gdy profil DNA sprawcy nie figuruje jeszcze w bazie danych, bo być może domniemany sprawca zostanie aresztowany w przyszłości, co pozwoliłoby na powiązanie tego profilu z profilem z miejsca nierozwiązanego do tej pory przestępstwa, tzw. cold case, a także ewentualnie na porównanie i powiązanie tego profilu do różnych innych nierozwikłanych przestępstw, które mogły być popełnione przez jedną i tę samą osobę. Analizowanie profili DNA jest raczej zarezerwowane są dla poważnych czynów kryminalnych typu zabójstwa, a w mniejszym stopniu do identyfikacji np. złodzieja samochodu. Dane z bazy profili DNA wykorzystuje się do identyfikowania zmarłych o nieznanej tożsamości.
Narodowe bazy danych nie zawierają profili DNA wszystkich obywateli danego kraju. Oznacza to, że nawet jeśli uda się oznaczyć profil DNA z miejsca
zdarzenia, to może nie być jeszcze takiego profilu DNA w bazie danych, jeśli przestępca nie był wcześniej karalny lub profil został legalnie usunięty po upływie pewnego czasu (np. w Wielkiej Brytanii profile DNA osób, które zostały aresztowane, ale nie były oskarżone o poważne wykroczenia, z karą pozbawienia wolności lub bez kary pozbawienia wolności, są obligatoryjnie usuwane z bazy danych DNA w przeciągu trzech lat).
W niektórych krajach dozwolone są tzw. przeszukania rodzinne w bazie danych czyli poszukiwanie bliskich krewnych (tj. rodzice, dzieci, rodzeństwo) w celu wykrycia ewentualnego sprawcy.
Brytyjska baza danych profili DNA, utworzona w 1995 roku, zgromadziła do 2014/2015 roku około 5 milionów profili DNA osób i około pół miliona profili DNA z miejsc przestępstw. Brytyjska policja nie ma bezpośredniego dostępu do bazy danych profili DNA, tylko przez urzędników państwowych zatrudnionych w bazie danych.

## Historia i rozwój

Wynik analizy metodą RFLP

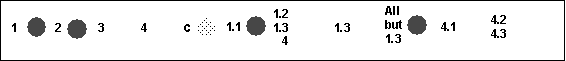
Pasek z wynikiem testu DQ-alpha

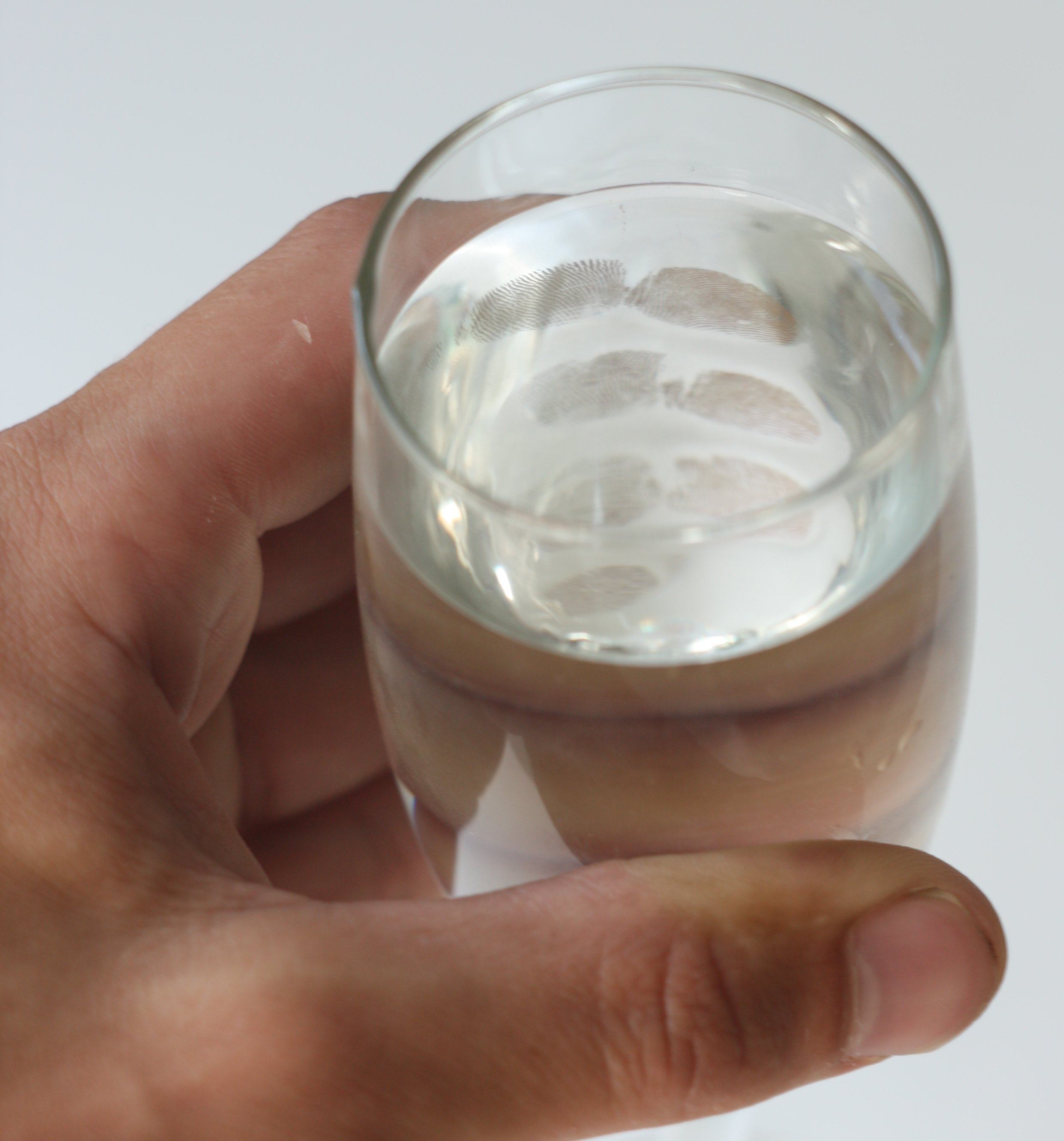
Na szklance pozostaje nie tylko odcisk linii papilarnych, ale także mikroskopijne ilości naskórka do wykonania profilu DNA

W początkach XX wieku, po wynalezieniu przez Karla Landsteinera grup krwi (A, B, 0), w kryminalistyce możliwa stała się analiza dużych plam krwi o średnicy 2 cm w celu oznaczenia grupy krwi. W latach 30. XX wieku został odkryty czynnik Rh. W latach 70. XX wieku wynaleziono metodę analityczną elektroforezę, która pozwoliła na rozdział i identyfikację niektórych białek obecnych we krwi.
Kryminalistyka zaczęła korzystać z osiągnięć genetyki w latach 80. XX wieku za sprawą genetyka Aleca Jeffreysa, który w 1984 roku wraz ze współpracownikami opracował technikę identyfikacji ludzkiego DNA i przedstawił ją w czasopiśmie Nature. W tym samym roku Kary Mullis wynalazł metodę PCR. Krótko potem dwaj inni naukowcy dostosowali wynalazek Jeffreysa do potrzeb kryminalistyki.
W 1985 roku po raz pierwszy wykorzystano profil genetyczny (nasienia) w sprawie Colina Pitchforka. Na początku potrzebna była stosunkowo duża próbka materiału biologicznego do przeprowadzenia analizy DNA, było więc mało prawdopodobne, że duża plama krwi czy spermy znalazła się na miejscu zdarzenia przez przypadek.
Testy DNA stosowane w kryminalistyce zmieniały się i ewoluowały na wiele sposobów. Rozwój technologii umożliwił wykrywanie i analizowanie coraz to mniejszych ilości DNA, nawet ilości niewidocznych gołym okiem, w tym komórek złuszczającego się w ciągu dnia naskórka. Analizując tak małe próbki materiału biologicznego z miejsca zdarzenia problemem stał się ewentualny transfer DNA i kontaminacja.
Przez 30 lat stosowania profilowania genetycznego w kryminalistyce używano w tym celu wielu różnych testów. Najpierw w późnych latach 80. XX wieku i na początku lat 90. XX wieku był to test RFLP (ang. Restriction Fragment Length Polymorphism) prowadzący do otrzymania wyniku w postaci autoradiogramu (skrót: autorad). Wygenerowanie rezultatu takiego testu na obecność lub nieobecność konkretnego allelu zajmowało jeden miesiąc, a nawet dwa lub trzy i do jego wykonania potrzebowano plamy krwi o wielkości ćwierć dolarowej monety, a więc dużej ilości materiału biologicznego; możliwość otrzymania zgodności pomiędzy niewinnym podejrzanym a rzeczywistym sprawcą wynosiła w przybliżonym zakresie 1:1 000 000 lub 1:10 000 000. Współcześnie ten sposób wyznaczania profilu DNA jest używany jedynie w sprawach, w których wniesiono apelację od wyroku w sprawie karnej.
Kolejnym rodzajem testu był już test oparty na reakcji PCR o nazwie DQ-alpha (lub polymarker test), którego wynik miał postać niebieskich kropek mówiących o obecności lub nieobecności danych cząstek DNA w danej próbce. Do jego wykonania potrzebowano zaledwie 1/100 ilości krwi w porównaniu do poprzedniego rodzaju testu, plamkę krwi ledwie widoczną gołym okiem, a rezultat można było otrzymać w ciągu jednego popołudnia. Wadą tego testu, który w porównaniu do poprzednika był szybki i czuły, była możliwość otrzymania zgodności pomiędzy niewinnym podejrzanym a prawdziwym sprawcą w przybliżonym zakresie jeden na kilkaset lub jeden na kilka tysięcy, podczas gdy testy pierwszej generacji charakteryzowały się wysoką siłą rozróżniania na poziomie statystycznym od 1:1 000 000 do 1: 10 000 000, czyli otrzymania przypadkowej zgodności wyniku testu pomiędzy podejrzanym a prawdziwym sprawcą, w przypadku gdy materiał biologiczny nie pochodził od podejrzanego.
W 1991 roku pojawiła się trzecia generacja testów tzw. testy STR, które spełniają wszystkie trzy kryteria (czułość, szybkość, wybiórczość) na wysokim poziomie. Do określenia profilu genetycznego wystarczą nawet niewidoczne gołym okiem śladowe ilości materiału biologicznego (już około 100 komórek; ilość komórek naskórka pozostawiona na powierzchni w postaci odcisku palca jest wystarczająca (100 do 200 komórek) do przeprowadzenia komercyjnego testu na określenie profilu genetycznego (każda komórka zawiera 6–7 pikogramów DNA)). Jego wykonanie zajmuje kilka godzin, zaś szansa zbieżności dwóch profili określana jest w bilionach, czyli bardzo mało prawdopodobna, o ile podczas profilowania nie popełniono żadnych błędów.
Testy STR stały się popularne od połowy lat 90. XX wieku. Test STR jest obecnie najbardziej powszechnie stosowaną metodą profilowania genetycznego w Stanach Zjednoczonych i innych krajach. W ponad 60 krajach została założona baza profili DNA otrzymanych przy użyciu metody STR (pierwsza w 1995 roku). Profilowanie STR można wykonać od podstaw ręcznie za pomocą odczynników, ale najczęściej jest wykonywane przy użyciu już gotowych zestawów do ekstrakcji, oczyszczania, replikacji PCR i właściwego profilowania.
Od 1996 roku w wyniku wykorzystywania mitochondrialnego DNA do analizy możliwe stało się profilowanie genetyczne śladów materiałów biologicznych niewidocznych gołym okiem oraz śladów zawierających DNA uszkodzone przez ciepło, światło i wilgotność. Test mitochondrialnego DNA, obecnego we wszystkich mitochondriach, lecz zawierającego mniej informacji niż jądrowy DNA i dziedziczonego wyłącznie po linii matczynej, możliwy jest do wykonania na fragmencie komórki.
U mężczyzn możliwa stała się również analiza markerów chromosomu Y, w teście nazywanym YSTR, pozwalająca na uzyskanie informacji o komponencie męskim w badanej próbce, w której występuje mieszanina DNA od kobiety i mężczyzny. Chromosom Y jest dziedziczony z ojca na syna, tzn. że wszyscy krewni w linii męskiej będą najczęściej posiadać ten sam wzór chromosomu Y.
Od 2000 roku pojawiła się metoda pozwalająca na analizę próbek o ekstremalnie niskim stężeniu DNA (tzw. DNA niskomatrycowy), która weszła do powszechnego użycia. W ograniczonym użyciu od początku lat 2000 funkcjonuje metoda opierająca się na polimorfizmach pojedynczego nukleotydu SNP w komórkach autosomalnych do badań wykonywanych na bardzo zdegradowanym DNA, np. starym materiale kostnym. Możliwe stało się także określenie pochodzenia geograficznego danej osoby w tzw. badaniach pochodzenia biogeograficznego, np. z Eurazji, Afryki czy wschodniej Azji oraz tzw. poszukiwanie rodzinne, które polega na porównaniu próbki DNA z miejsca zdarzenia do DNA krewnych sprawców.
W trakcie rozwoju znajdują się: predykcja wieku, udoskonalenie badania mieszanin DNA pochodzących od dwóch i więcej różnych osób oraz kryminalistyczne fenotypowanie DNA, które może pozwolić na określenie wyglądu zewnętrznego sprawcy np. koloru oczu i włosów, a tym samym na zawężenie kręgu osób z populacji generalnej do mniejszej grupy możliwych podejrzanych do przewidywania, więc dostarczyć śledczym więcej informacji.

## W polskim sądownictwie
W Polsce pierwsze badanie DNA dla celów sądowych wykonał prof. Ryszard Słomski z Zakładu Genetyki Człowieka PAN w Poznaniu w maju 1989 roku.
Na początku badania genetyczne były przeprowadzane przez akademickie Zakłady Medycyny Sądowej oraz przez Instytut Ekspertyz Sądowych w Krakowie i Centralne Laboratorium Kryminalistyczne Policji, zaś współcześnie są także wykonywane przez prywatne laboratoria.
Badania DNA są wykorzystywane w sprawach karnych, jak i w sprawach cywilnych i rodzinnych, np. w dochodzeniu ojcostwa czy pokrewieństwa.
Sądy oceniają wartość badań DNA do identyfikacji osobniczej jako równie pewną jak w przypadku identyfikacji daktyloskopijnej, a więc dającą praktycznie stuprocentową pewność, pod warunkiem, że badania zostały prawidłowo wykonane, a następnie ich wyniki zostały właściwie zinterpretowane.